# West Wendover
West Wendover est une ville du comté d'Elko dans l’État du Nevada.
Sa population était de 4 410 habitants en 2010.